# 詹姆斯·漢森
詹姆斯·愛德華·漢森（英語：James Edward Hansen，1941年3月29日—），美國哥倫比亞大學的一名兼職教授，曾在NASA工作，以對氣候學的研究而知名。他從1988年開始進行氣候變化相關研究，並提高了公衆對全球變暖及其危害的認識。他因其激進主義行爲而多次被捕。
在愛荷華大學讀書時，他最初感興趣的是空間科學，發現金星表面高溫是溫室效應造成的，後來興趣逐漸轉移至氣候變化。他的研究領域包括輻射轉移和全球氣候模式等。
他曾經在1988年美國國會作證指出全球暖化。 他於2018年獲唐獎-永續發展獎。

## 擴展閲讀
- Bowen, Mark. . New York: Dutton. 2008. ISBN 978-0-525-95014-1.

## 外部連接
- 维基共享资源上的相關多媒體資源：詹姆斯·漢森
- Program on Climate Science, Awareness and Solutions （页面存档备份，存于） at the Earth Institute, Columbia University
- James Hansen's page at the Department of Earth and Environmental Sciences, Columbia University
- James Hansen's page at the Goddard Institute for Space Studies
- TED上的詹姆斯·漢森
- James Hansen （页面存档备份，存于） on C-SPAN